# Гран-при Вьетнама
Гран-при Вьетнама — планировавшийся этап чемпионата мира по автогонкам в классе Формула-1. Спонсором и организатором с вьетнамской стороны являлась компания Vingroup, рассчитывавшая использовать Гран-при для продвижения автомобилей VinFast, первого производителя автомобилей во Вьетнаме.

## Трасса
Городская трасса Ханоя с 23 поворотами планировалась на окраине столицы Вьетнама, в районе стадиона Ми Динь. Конфигурация создавалась под влиянием трасс Нюрбургринг (повороты 1 и 2), Монако (повороты 12—15) и Судзука (повороты 16—19). На трассе три длинных прямых (675 м, 800 м и 1,5 км), на самой длинной из них ожидается максимальная скорость около 335 км/ч.
На трассе девять зрительских трибун, большинство названо именами вьетнамских городов, главная трибуна называется «Тханглонг» (историческое название Ханоя).